# Diadelia squamulosa
Diadelia squamulosa là một loài bọ cánh cứng trong họ Cerambycidae.